# Sarape

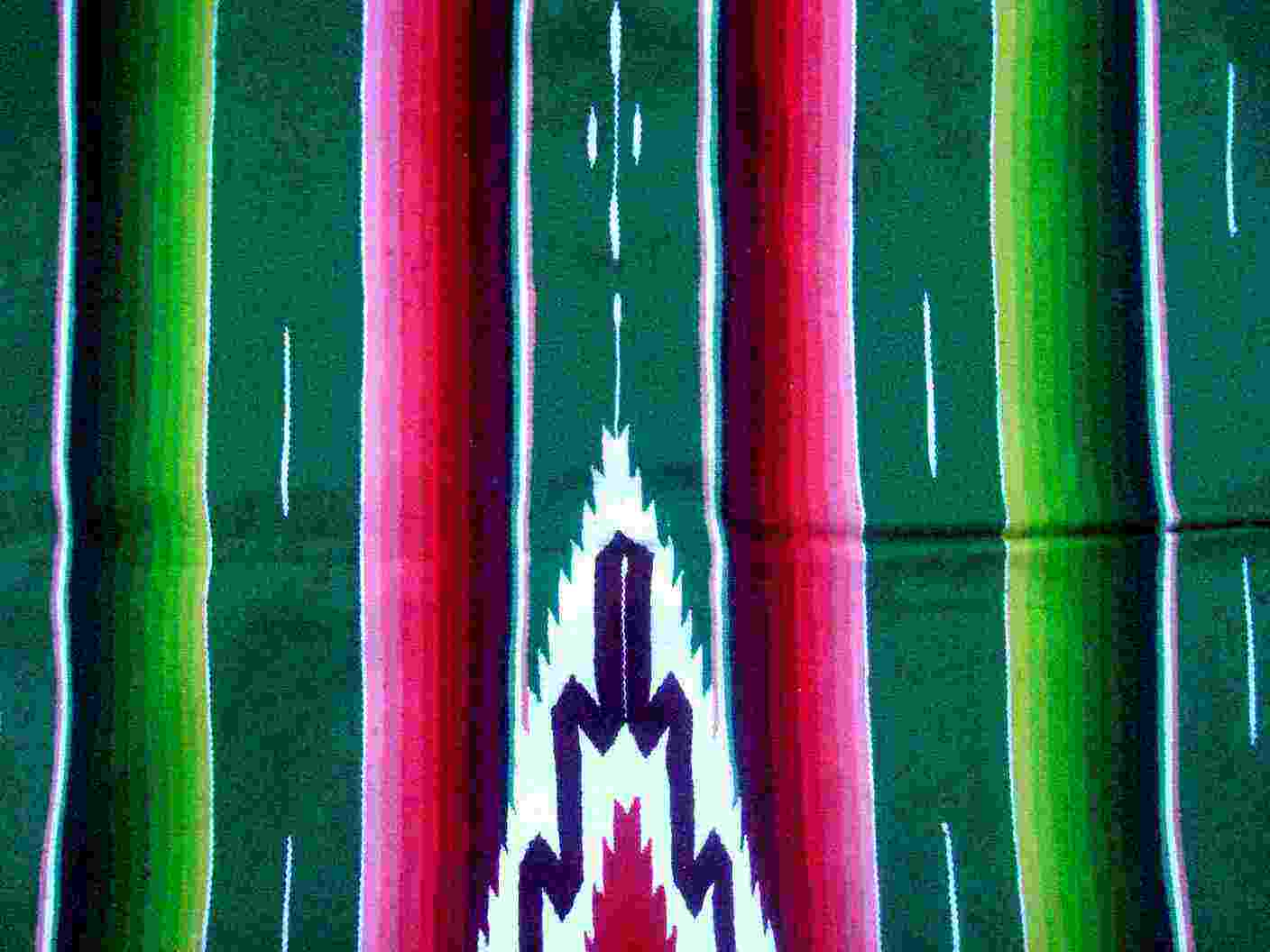
Das Zentrale Muster eines Sarape

Als Sarape (auch Zarape oder Jorongo) bezeichnet man einen Stoff, der traditioneller Bestandteil der männlichen mexikanischen Tracht ist, jedoch unterschiedliche Funktionen erfüllen kann. Ursprünglich wurde der Sarape um den Körper geschlungen, mit einem Loch versehen kann man ihn als Poncho tragen und bezeichnet ihn als Jorongo.

## Verarbeitung
Sarapes werden aus Wolle oder Baumwolle gewebt und haben meist traditionelle Muster. Oft taucht auch die Sonne als Motiv auf. Ihr Wert hängt von Material, Fadendicke, technischer Perfektion und Größe des gesamten Stoffes ab. 